# 2019年仙台市議会議員選挙
2019年仙台市議会議員選挙（2019ねんせんだいしぎかいぎいんせんきょ）は、仙台市の議決機関である仙台市議会を構成する議員を全面改選するために行われた。

## 概要
市議会議員の任期4年が満了することに伴って実施された。5選挙区55議席に対して69名が立候補した。

## 基礎データ
- 選挙事由：任期満了
- 告示日：2019年8月16日
- 投票日：2019年8月25日
- 議員定数：55人
- 選挙区：5選挙区
- 候補者数：69人

## 当選した議員
自民党 
 公明党 
 共産党 
 立憲民主党 
 社民党 
 国民民主党 
 無所属 
| 青葉区   | 佐藤わか子   | 加藤健一   | 跡部薫     | 伊藤優太     | 加藤和彦   |
| 青葉区   | 西沢啓文     | 村上一彦   | 菅野直子   | 樋口典子     | 嶋中貴志   |
| 青葉区   | 鎌田城行     | 高橋卓誠   | 郷古正太郎 | 村岡貴子     | 岡部恒司   |
| 宮城野区 | 山下純       | 渡辺博     | 高見紀子   | 松本由男     | 小野寺利裕 |
| 宮城野区 | 佐々木真由美 | 赤間次彦   | 田村勝     | 辻隆一       | 渡辺敬信   |
| 若林区   | 菊地崇良     | 庄司あかり | 大友澄恵   | 竹中栄雄     | 猪又隆広   |
| 若林区   | 佐藤正昭     | 菅原正和   |            |              |            |
| 太白区   | 佐々木心     | 貞宗健司   | 猪股由美   | 鈴木勇治     | 千葉修平   |
| 太白区   | 佐藤和子     | 鈴木広康   | 内藤良介   | 嵯峨サダ子   | 小山勇朗   |
| 太白区   | 高村直也     | 沼沢真也   |            |              |            |
| 泉区     | 細野敬士     | 古久保和子 | 野田譲     | 斎藤範夫     | 安孫子雅浩 |
| 泉区     | 橋本啓一     | 庄司俊充   | 佐藤幸雄   | 小田島久美子 | 石川建治   |
| 泉区     | 小野寺健     |            |            |              |            |